# Niederbruck
Niederbruck is een plaats en voormalige gemeente in het Franse departement Haut-Rhin in de regio Grand Est. De plaats maakt deel uit van het arrondissement Thann-Guebwiller en sinds Niederbruck op 1 januari 2016 met Masevaux fuseerde van de commune nouvelle Masevaux-Niederbruck.

## Geografie
De oppervlakte van Niederbruck bedraagt 3,8 km², de bevolkingsdichtheid is 112,6 inwoners per km².
De onderstaande kaart toont de ligging van Niederbruck met de belangrijkste infrastructuur en aangrenzende gemeenten.

## Demografie
Onderstaande figuur toont het verloop van het inwonertal (bron: INSEE-tellingen).